# Asfärisk

Asfärisk lins.

I asfäriska linser har olika krökningsradier i mitten och utåt kanterna, till skillnad från sfäriska linser, som har samma krökning överallt. Diaprojektorer brukar ha en asfärisk kondensor.